# Torre Sciuta
La torre Sciuta ( en maltés: Torri ta' Xuta), también conocida como Torre Sciutu ( en maltés: Torri ta' Xutu ) o Torre Wied iż-Żurrieq ( en maltés: Torri ta' Wied iż-Żurrieq), es una pequeña torre de vigilancia ubicada en Qrendi, Malta . Fue terminada en 1638 como la quinta de las torres Lascaris . La torre fue restaurada por Din l-Art Ħelwa .

## Historia
La torre Sciutu (también conocida localmente como Torri ta' Xutu y Torri Sciuto) fue construida en 1637-1638 en Wied iż-Żurrieq, ubicada dentro de los límites de Qrendi, en el sitio de un puesto de vigía medieval.  Sirvió de prototipo para las torres De Redin, que se construyeron entre 1658 y 1659 . 
Después de que los británicos se apoderaran de Malta en el año 1800, la torre Sciuta permaneció en uso y fue manejada por el Regimiento Real Fencible de Malta y más tarde por la Artillería Fencible Real de Malta . Fue abandonada en 1873, pero volvió a estar a cargo de la Policía Costera durante la Segunda Guerra Mundial . Posteriormente, la torre se utilizó como comisaría de policía hasta 2002. En el tejado de la torre todavía se puede encontrar un cañón original que data del reinado de la Orden.

## En la actualidad

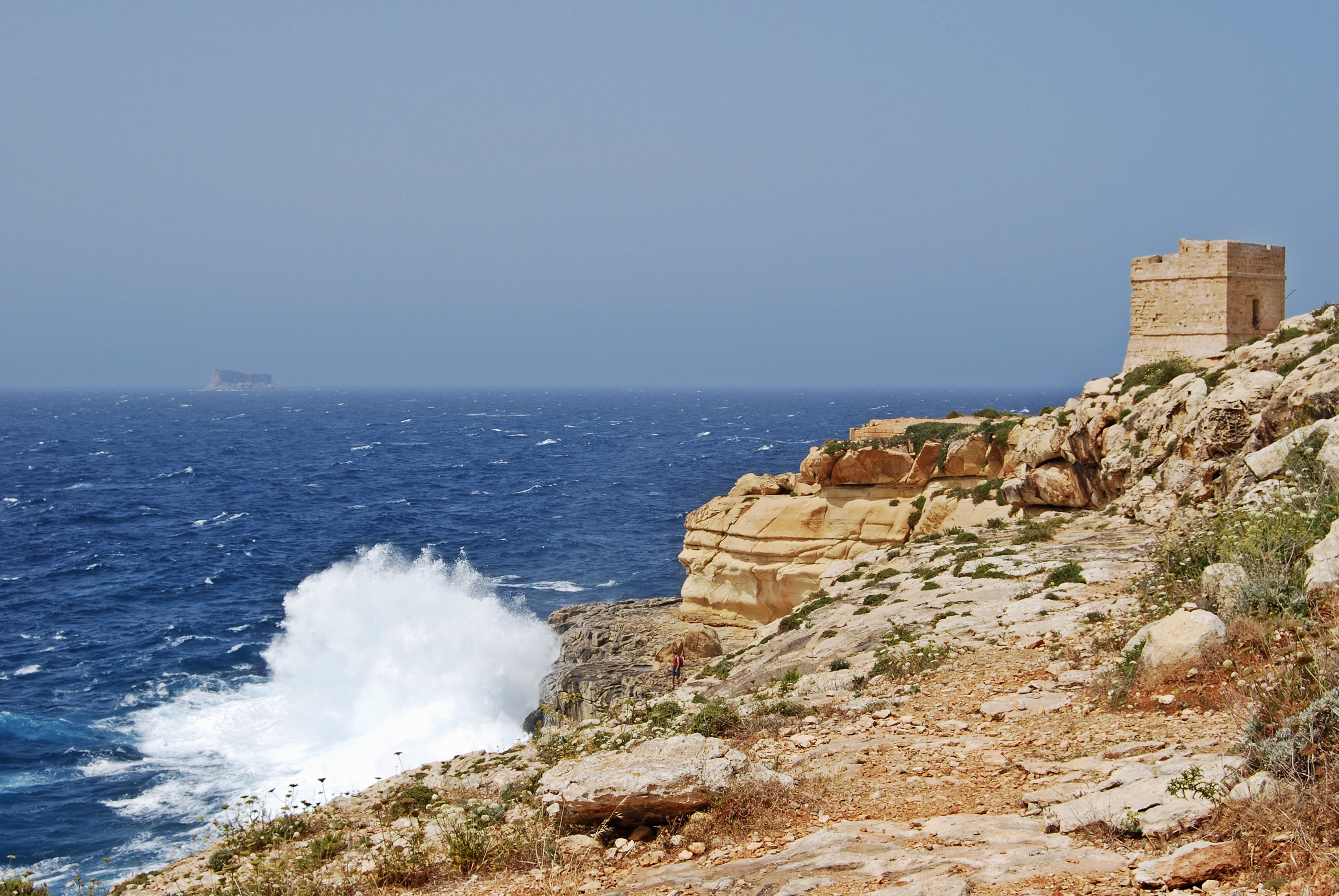
La torre vista desde el este.

En marzo de 2013, el gobierno de Malta encargó a Din l-Art Ħelwa a la conservación de esta torre por un período de unos 10 años. 
En septiembre de 2014, voluntarios del Din l-Art Ħelwa y los exploradores de Qrendi limpiaron la torre y sus alrededores de desechos y escombros.  La torre también fue sometida a procesos de restauración y conservación hasta 2016, y fue inaugurada y abierta al público en 2019.  

## Otras lecturas
- Nicola dijo (2015). Fundación del Aeropuerto de Malta . nicolasaid.com . Consultado el 29 de junio de 2016.